# Émile Buffon
Émile Albert Raymond Buffon, né le 28 janvier 1889 à Joué-du-Plain et mort assassiné le 16 juin 1944  dans la même commune, a été le maire de cette commune pendant la période de l'Occupation.

## Biographie
Maire de Joué-du-Plain sous l'Occupation, le maquignon Émile Buffon est assassiné le soir du 16 juin 1944 dans son village natal au lieu-dit La Harlière.
Le soir-même, l'enquête de gendarmerie met en cause ses neveux Jean et René Buffon, les fils de son frère Georges.
Sous couvert d'une hypothétique et fausse dénonciation de dépôt d'armes à la fromagerie de la Motte à Joué-du-Plain, gérée par Jacques Bachelier, Émile Buffon a été exécuté par deux hommes d'une bande résidant à la ferme du Metz, à Joué-du-Plain, ferme de Georges Buffon. Quelques jours auparavant, cette bande, avec Jacques Foccart à sa tête, avait décidé de son exécution, selon le témoignage d'Henri Tournet.
À Rânes en 1994, son secrétaire de mairie, Despres, révèle l'aboutissement de son enquête devant un parterre d'anciens élèves, prouvant qu'Émile Buffon ne connaissait pas l'existence de ce dépôt de la Motte et que, de surcroît, il avait caché une petite juive, Fabienne Lévy, en 1942 et que son frère Georges lui vouait une haine féroce depuis sa jeunesse, au désespoir de leur propre père.
Les conclusions de l'enquête de 1953 sur François Van Aerden laissent supposer qu'André Moizo ou Roger Lequet pourraient être l'un des tueurs. En 1953, tous deux purgeaient des peines de perpétuité pour « l'affaire de la vache blanche », jugée en mai 1947 par la cour d'assises de l'Orne, dans laquelle était également impliqué Jean Buffon.